# Edgar Fuchs
Edgar Fuchs (* 21. April 1941 in Weiden in der Oberpfalz; † 12. August 2022) war ein deutscher Sportjournalist.

## Leben
Fuchs begann seine journalistische Laufbahn 1961 als Volontär bei der Zeitung Oberpfälzer Nachrichten in Weiden. Hernach war er in Düsseldorf bei der Neuen Rhein-Zeitung als Sportberichterstatter tätig, bei seinem anschließenden Arbeitgeber, der Abendzeitung in München, stieg er zum stellvertretenden Chefredakteur auf. Fuchs wechselte zur Zeitschrift Bunte, wurde dort Leiter der Sportredaktion, dann Textchef sowie anschließend geschäftsführender Redakteur. Von 1995 bis 1997 arbeitete er beim Heinrich-Bauer-Verlag und leitete eine Entwicklungsredaktion, gefolgt von der Stelle des kommissarischen Leiters der Redaktion der Zeitschrift Gala, die er bis Mitte des Jahres 1998 innehatte. Am 1. November 1998 nahm er bei der Sport Bild seinen Dienst als Chefredakteur auf, Ende April 2000 gab er die Tätigkeit ab.
Fuchs verfasste als Ghostwriter Bücher für Franz Beckenbauer (Ich – Wie es wirklich war) und Katarina Witt (Katarina Witt – Meine Jahre zwischen Pflicht und Kür).